# Ptecticus evansi
Ptecticus evansi är en tvåvingeart som beskrevs av Mcfadden 1982. Ptecticus evansi ingår i släktet Ptecticus och familjen vapenflugor. Inga underarter finns listade i Catalogue of Life.